# Kieler Nachrichten

Logo bis Ende Mai 2015

Die Kieler Nachrichten (KN) sind die einzige in der schleswig-holsteinischen Landeshauptstadt Kiel erscheinende Tageszeitung. Herausgebracht wird sie von Kieler Zeitung Verlags und Druckerei KG-GmbH & Co, an der die Verlagsgesellschaft Madsack mit dem Redaktionsnetzwerk Deutschland (RND) eine knappe Mehrheit von 50 Prozent plus 1 Aktie hält.
Zusammen mit ihren Regionalausgaben (Eckernförder Nachrichten, Holsteiner Zeitung, Kiel lokal, Ostholsteiner Zeitung, Segeberger Zeitung) erzielt sie eine verkaufte Auflage von 56.906 Exemplaren, ein Minus von 64,5 Prozent seit 1998.

## Geschichte

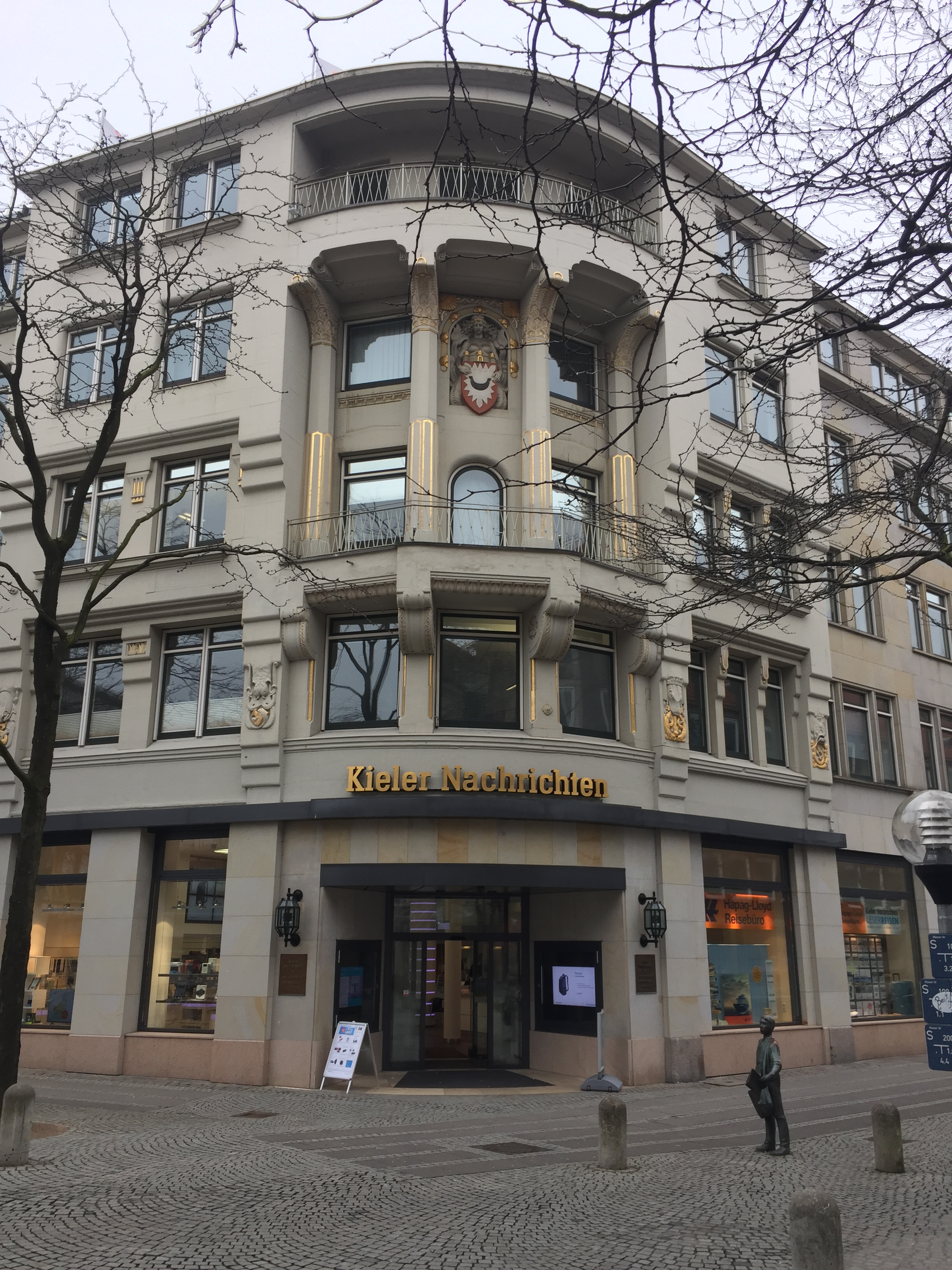
Stammsitz der KN

Die erste KN-Ausgabe erschien am 3. April 1946 zunächst als CDU-Lizenzzeitung. Hauptlizenzträger war der Kieler Bürgermeister Willi Koch. Curt Heinrich als ehemaliger Verleger der Kieler Zeitung und der Kieler Neuesten Nachrichten kam nicht als Lizenzinhaber in Frage, obwohl er nach 1945 49 Prozent der Anteile am Zeitungsvermögen hielt. Als NSDAP-Mitglied seit 1931 und NSDAP-Ortsgruppenleiter wurde er 1948 im Entnazifizierungsverfahren endgültig in die Kategorie 3 („Aktivist“) eingestuft. Damit war eine Herausgabe der Zeitung durch ihn ausgeschlossen. Die Lizenzträger um Bürgermeister Willi Koch schlossen deshalb einen Privatvertrag mit Curt Heinrich, der auch die Beeinflussung des Entnazifizierungsverfahrens im Sinne Heinrichs beinhalten sollte. Auseinandersetzungen ab 1949 um die Eigentumsverhältnisse der Kieler Nachrichten führten zu einem Untersuchungsausschuss im Kieler Landtag. Dieser „Kieler Presseskandal“ erreichte überregionale Aufmerksamkeit. 1951 erhielt Curt Heinrich den Zeitungsverlag vollständig zurück. Später stellte sich die Zeitung in die Tradition der 1864 gegründeten Kieler Zeitung und der Kieler Neueste Nachrichten, die 1894 gegründet worden waren. Zum so zustande gekommenen 150. Zeitungsjubiläum 2014 schrieben die Kieler Nachrichten zum oben geschilderten Vorgang: „Nach dem Zweiten Weltkrieg gründete Heinrich dann mit Partnern und nach Bewältigung etlicher Hindernisse die Kieler Nachrichten.“
Ein Artikel von Peter Höver in den Kieler Nachrichten (unter Chefredakteur Karlheinz Vater) vom 26. November 1986 über den Verkauf von U-Boot-Blaupausen durch die Howaldtswerke-Deutsche Werft in Kiel nach Südafrika löste die U-Boot-Affäre aus.
Bis Februar 2009 hielt die Axel Springer AG 24,5 Prozent an dem Verlagsunternehmen. Die Axel Springer AG verkaufte ihren Anteil an die Verlagsgesellschaft Madsack in Hannover. Die SPD ist über ihre Medienholding Deutsche Druck- und Verlagsgesellschaft (DDVG; Eigenschreibweise: ddvg) mit 20,4 Prozent an der Mediengruppe Madsack beteiligt. Madsack integrierte die KN jedoch in die konzerneigene Strategie der Einführung von Paywalls für Onlineangebote jener Regionalzeitungen, die zur Verlagsgruppe gehören. In der Folge wurden viele Inhalte hinter einer Paywall versteckt und entsprechende Online-Abos angeboten. Laut Madsack sollen dabei „exklusive“ Inhalte nur noch für zahlende Kunden zugänglich sein, wobei den Redaktionen bisher bei der Beurteilung, ob ein Inhalt nun „exklusiv“ sei, freie Hand gelassen wird. 2014 wurde bekannt, dass mittelfristig 30 Prozent aller Arbeitsplätze in Verlag und Redaktion abgebaut werden sollen. Im Juni 2015 fand ein umfangreiches Relaunch der Zeitung und des Internetangebots statt. Seitdem ist eine Metered Paywall vorhanden.
Seit dem 7. Juni 2021 wurden auch die Lübecker Nachrichten bei den Kieler Nachrichten gedruckt. Der Grund für die Schließung der Druckerei in Lübeck war die weiter sinkende Auflage. Ebenfalls im Juni 2021 wurde die Beteiligungserhöhung der Madsack Mediengruppe an der KN-Gruppe auf 50 Prozent plus eine Stimme bekannt. Die Gruppe besteht aus den Kieler Nachrichten und der Segeberger Zeitung.
Am 13. April 2023 gaben die Kieler Nachrichten bekannt, dass die 2003 eröffnete Druckerei in Kiel-Moorsee zum Jahresende 2023 geschlossen werden soll. Es soll danach weiterhin eine Printausgabe erscheinen.

## Chefredakteure
- ab 1967: Hans Schäfer (* 1920)[16]
- 1991–2012: Jürgen Heinemann[17]
- 2012–2015:[18] Klaus Kramer und Christian Longardt
- 2015–2020: Christian Longardt[19]
- 2021–2023: Stefanie Gollasch[20]
- seit Dezember 2023: Tanja Köhler[21]

## Auflage
Die Kieler Nachrichten haben seit 2005 erheblich an Auflage eingebüßt. Die Auflage betrug im 2. Quartal 2022 56.906 Exemplare. Der Anteil der Abonnements an der verkauften Auflage lag bei 86 Prozent.
| 1998   | 1999   | 2000   | 2001   | 2002   | 2003   | 2004   | 2005   | 2006   | 2007   | 2008   | 2009   | 2010   | 2011   | 2012  | 2013  | 2014  | 2015  | 2016  | 2017  | 2018  | 2019  | 2020  | 2021  | 2022  | 2023  | 2024  |
| ------ | ------ | ------ | ------ | ------ | ------ | ------ | ------ | ------ | ------ | ------ | ------ | ------ | ------ | ----- | ----- | ----- | ----- | ----- | ----- | ----- | ----- | ----- | ----- | ----- | ----- | ----- |
| 160380 | 159383 | 157536 | 155284 | 153122 | 149495 | 146407 | 112630 | 110187 | 108495 | 106837 | 104986 | 102513 | 100389 | 99417 | 97427 | 95774 | 92177 | 88280 | 86762 | 84621 | 81811 | 78323 | 74784 | 67053 | 62236 | 56906 |

## Regionalausgaben
| Ausgabe                  | Auflage | Quelle     |
| ------------------------ | ------- | ---------- |
| Holsteiner Zeitung       | 6.135   | IVW 4/2024 |
| Ostholsteiner Zeitung    | 10,53   | IVW 4/2024 |
| Segeberger Zeitung       | 5.873   | IVW 4/2024 |
| Eckernförder Nachrichten | 4.420   | IVW 4/2024 |

## Standorte

### Kieler Nachrichten
- Das Verlagshaus und die Kundenhalle der Kieler Nachrichten befinden sich am Asmus-Bremer-Platz zwischen Holstenstraße und Rathaus. Die Adresse lautet Fleethörn 1–7.
- Zweigstelle Neumünster in der Kieler Straße
- Zweigstelle Eckernförde in der Kieler Straße
- Zweigstelle Plön in der Langen Straße

### Segeberger Zeitung
- Kundencenter und Redaktion befinden sich in der Hamburger Straße in Bad Segeberg,
- die Redaktion Bad Bramstedt im Kirchenbleeck in Bad Bramstedt.

Die Kieler Nachrichten bieten über das Internet diverse rubrikbezogene kostenlose Newsletter an.